# 太田和泉守記
太田和泉守記（日语：／ Ōtaizuminokamiki）是太田牛一所著的軍記。別稱太田和泉守關原軍記、關原御合戰記、關原軍記等。
此書由慶長5年（1600年）進攻上杉景勝的會津征伐開始記述，以關原之戰為中心，直至到慶長12年（1607年）平岩親吉（初代尾張藩藩主德川義直的守役）進入清洲城為止。在名古屋市蓬左文庫和德川美術館都有收藏此書。